# Regina Podstanická
Regina Podstanická, rozená Šáškyová (25. března 1928, Látky – 20. listopadu 2000, Žilina) byla slovenská fyzička, astronomka a vysokoškolská pedagožka.

## Život
V letech 1939–1947 studovala reálné gymnázium v Banské Bystrici a v letech 1947–1952 fyziku na Přírodovědecké fakultě Univerzity Komenského v Bratislavě. V roce 1976 získala titul RNDr.
V letech 1952–1956 působila jako vědecká pracovnice Astronomického ústavu Slovenské akademie věd v Bratislavě. V letech 1952–1955 se věnovala především výzkumu perseid na observatoři na Skalnatém plese ve Vysokých Tatrách. Dne 20. března 1955 objevila Podstanická se svým kolegou astronomem Slovenské akademie věd Aloisem Paroubkem malou planetu 1989 Tatry a stali se tak prvními objeviteli malých planet ze Slovenska. Pracovala na výzkumu meziplanetární hmoty se zaměřením na studium rozložení malých těles ve sluneční soustavě. Výsledky svého astronomického výzkumu publikovala v odborných časopisech a konferenčních sbornících. Byla členkou Slovenské astronomické společnosti při Slovenské akademii věd. V letech 1957–1961 učila fyziku ve Zvolenu, v letech 1961–1992 přednášela na Vysoké škole dopravy a spojů v Žilině.